# История ФК «Десна»

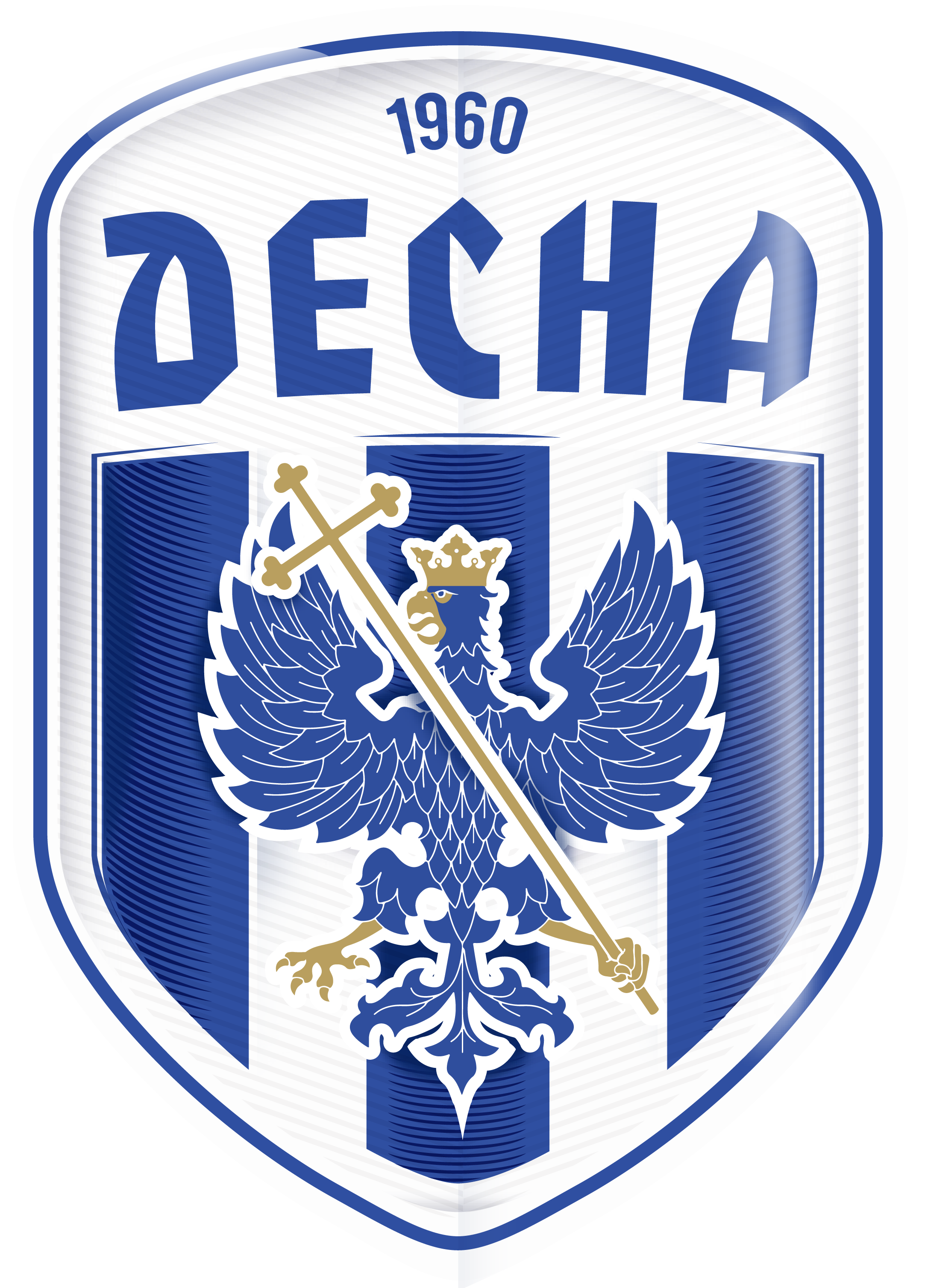
Эмблема «Десны»

«Десна́» (укр. «Десна») — украинский профессиональный футбольный клуб из города Чернигова. Основан в 1960 году под названием «Авангард», в 1961 году переименован в «Десну». Выступает в Премьер-лиге.

## История

### Советский период

#### Основание команды и первые сезоны (1960—1964)
В 1960 году в связи с масштабным расширением состава участников чемпионата СССР Чернигов получил право быть представленным в классе «Б» — на то время втором по силе дивизионе советского футбола. В городе была создана команда под названием «Авангард», которая находилась в ведении областного совета одноимённого спортивного общества. На должность старшего тренера был приглашён бывший игрок киевского «Динамо» Александр Щанов, а его помощником стал другой бывший «динамовец» Анатолий Жиган. Команда комплектовалась преимущественно из воспитанников возглавляемой ранее Щановым киевской футбольной школы молодёжи, в числе которых были обладатели Кубка УССР среди коллективов физкультуры 1959 года в составе коростышевского «Шахтёра». «Авангард» принял участие в зимнем первенстве Черниговской области, в рамках которого 10 февраля 1960 года состоялся первый матч в истории команды — против сборной Нежина, который черниговцы выиграли со счётом 3:0. Автором первого забитого гола стал уроженец Чернигова Ефим Школьников. По итогам областного первенства «Авангард» стал победителем, а его первым соперником среди команд мастеров во время подготовки к сезону стал гомельский «Локомотив», в гостях у которого «Авангард» проиграл со счётом 1:2. Подготовку к сезону черниговцы продолжили на Закарпатье, где поучаствовали в турнире республиканского совета общества «Авангард». За неделю до старта сезона на своём поле команда вновь встретилась с гомельским «Локомотивом», обыграв его со счётом 2:0.
Свой первый официальный матч «Авангард» сыграл 17 апреля 1960 года в Кировограде против «Звезды», уступив со счётом 0:3. Следующий матч команда сыграла вничью с киевским «Арсеналом» (0:0), после чего проиграла на своём поле винницкому «Локомотиву» со счётом 0:6. В мае 1960 года Александр Щанов был отправлен в отставку. Его обязанности исполнял Анатолий Жиган, который был утверждён на должности старшего тренера в июле 1960 года. В ходе сезона по рекомендации футболистов, перешедших в «Авангард» из коростышевского «Шахтёра», оттуда же в команду был приглашён знаменитый в будущем вратарь Виктор Банников, который ранее был отчислен из житомирского «Авангарда» ввиду своей якобы «бесперспективности». Свой первый сезон в чемпионате СССР черниговская команда провела неудачно, заняв в итоге предпоследнее, 16-е место в 1-й зоне УССР класса «Б». Сезон 1960 года стал первым в составе команды для двух знаковых фигур в её истории — легендарного капитана «Десны» 60-х Валерия Кравчинского и Ефима Школьникова, внёсшего значительный вклад в развитие черниговского футбола и в качестве футболиста, и на тренерском поприще.
В следующем году команда получила название «Десна». Главным тренером был назначен Иосиф Лифшиц, в прошлом известный по выступлениям за киевское «Динамо». Состав команды был значительно усилен — среди новичков выделялись Анатолий Матюхин, имеющий опыт выступлений в высшем дивизионе за ереванское и киевское «Динамо», которому в Чернигове была доверена капитанская повязка, нападающий Юрий Головей, ставший первым в составе «Десны» мастером спорта СССР, защитник Василий Мищенко, нападающие Аркадий Гончаров и Владимир Гикаев. Перед стартом сезона команда приняла участие в турнире центрального совета ДСО «Авангард», где достигла финала. В регулярном чемпионате «Десна» находилась в группе лидеров. Особенностью тренерского стиля Лифшица были временами удачные попытки запутать соперника в начале матчей, выпуская на поле защитников в футболках с номерами нападающих и наоборот. По словам историка черниговского футбола Виктора Мухи, «„Десна“—61 оставляла впечатление достаточно сильной, яркой, однако несколько импульсивной команды. Как и характер её старшего тренера». Соревнования в 1-й зоне УССР «Десна» завершила на 5-м месте, после чего встретилась в стыковых матчах финала УССР с симферопольским «Авангардом», занявшим такое же место во второй зоне. Победителями противостояния стали крымчане (2:2 и 2:0), и по итогам сезона «Десна» заняла 10-е место в украинских зонах класса «Б». Учитывая, что в классе «А» в то время было три представителя Украины, среди всех украинских команд чемпионата «Десна» стала 13-й — результат, соответствующий нынешней Премьер-лиге, который черниговской команде удалось превзойти лишь спустя 57 лет.
22 октября 1961 года на стадионе имени Юрия Гагарина в Чернигове состоялся первый в истории «Десны» международный товарищеский матч. Соперником черниговцев стала шведская команда «Хаммарбю» (Стокгольм), которая во время турне по Советскому Союзу также встречалась с составленной из игроков «Зенита» и «Адмиралтейца» сборной Ленинграда и киевским «Динамо». В первом тайме на быстрый гол стокгольмца Ларса Нордина через 15 минут ответил лучший бомбардир «Десны» в сезоне Аркадий Гончаров, и до конца игры счёт не изменился. После завершения сезона Виктор Банников, который в отдельных матчах демонстрировал «игру на грани фантастики», по рекомендации Иосифа Лифшица был приглашён в киевское «Динамо». Впоследствии он дважды признавался лучшим вратарём СССР, трижды становился чемпионом и столько же раз — обладателем Кубка Союза.
В 1962 году «Десну» возглавил московский специалист Евгений Горянский. Команду пополнили, в частности, полузащитник челябинского «Локомотива» Владимир Андреев, поигравший ранее в классе «А» за харьковский «Авангард», и один из лучших  игроков украинских команд класса «Б», нападающий кировоградской «Звезды» Вадим Третьяков. Под руководством Горянского «Десна» показывала яркую и содержательную игру, завершив первый круг зонального этапа на третьем месте и отстав при этом от лидера, луганских «Трудовых резервов», всего на одно очко. По окончании второй половины соревнований команда стала 4-й, после чего в финале за 7—17 места УССР заняла итоговое 13-е место из 39 участников. Владимир Гикаев, ставший лучшим бомбардиром «Десны» в сезоне, был включён в список 33 лучших футболистов украинских команд класса «Б».
В разгар подготовки к сезону 1963 года Евгений Горянский откликнулся на предложение стать начальником новосозданных львовских «Карпат», и новым старшим тренером «Десны» стал малоизвестный киевский специалист Михаил Чирко. Под его руководством команда выступила значительно хуже, заняв в зональных соревнованиях 11-е место и в общем итоге — 21-е среди 40 команд. Вместе с тем, несомненным успехом стало возвращение Ефима Школьникова — если в свой первый приход в 1960 году ему не удалось закрепиться в команде, то после возвращения он становился лучшим бомбардиром «Десны» в течение пяти сезонов подряд. В 1964 году под руководством белорусского тренера Вадима Радзишевского команда вновь стала 11-й в своей зоне, после чего опередила всех своих соперников в финальном турнире за 25—30 места.

#### Кубковое достижение и повышение в классе (1965—1970)
1965 год ознаменовался для черниговской команды наивысшим достижением на всесоюзной арене. Если ранее «Десна» в масштабах страны была известна прежде всего как команда, давшая дорогу в большой футбол Виктору Банникову, то теперь заявила о себе самостоятельно, пробившись в 1/8 финала Кубка СССР. Перед началом сезона «Десну» возглавил 35-летний Валентин Тугарин, предыдущим местом работы которого был севастопольский ДОФ. В составе команды произошли существенные кадровые изменения. В 34-летнем возрасте завершил карьеру ключевой защитник и капитан команды Анатолий Матюхин, в 27 лет — Владимир Гикаев (из-за травм) и Аркадий Гончаров. Вместе с тем «Десна» заметно усилилась. Из Севастополя с новым тренером приехали защитники Владислав Моргун и Юрий Букасов, среднюю линию пополнил Станислав Катков из кировоградской «Звезды», а наиболее значительное усиление получило нападение — Михаил Ховрин из гомельского «Спартака», Валерий Мозгунов из киевского «Арсенала» и вернувшийся в «Десну» из киевского СКА Анатолий Рожанский.

Валерий Кравчинский

В розыгрыше Кубка СССР 1965 года команда стартовала с зонального этапа, в рамках которого прошла такие коллективы класса «Б», как «Горняк» (Кривой Рог), «Авангард» (Жёлтые Воды) и «Шахтёр» (Александрия), а в финале 1-й зоны УССР против киевского СКА после нулевой ничьей в первом поединке в ответной игре одержала победу со счётом 2:1. Следующим соперником стал ярославский «Шинник» — команда из второй группы класса «А» (второй по силе дивизион советского футбола), в составе которой выделялся победитель Олимпийских игр и чемпион Европы, 34-летний Анатолий Маслёнкин. В основное время матча счёт не был открыт, а на последних минутах дополнительного времени после быстрой контратаки единственный гол забил нападающий «Десны» Валерий Мозгунов.
На стадии 1/16 финала «Десна» впервые встретилась в официальном матче с представителем высшего дивизиона советского футбола — бакинским «Нефтяником». В составе азербайджанской команды в то время блистала восходящая звезда советского футбола Анатолий Банишевский, а в следующем сезоне бакинцы стали бронзовыми призёрами чемпионата СССР. Со стартовых минут поединка, который состоялся 19 мая 1965 года в Чернигове, гости завладели преимуществом, однако в составе «Десны» надёжно проявили себя вратарь Александр Говоров и оборона во главе с новым капитаном Валерием Кравчинским, а в конце первого тайма в ходе стремительной контратаки черниговцев счёт открыл Станислав Катков. Попытки бакинцев переломить ход игры окончились неудачно, к тому же ближе к концу матча они остались в меньшинстве.
Воспользовавшись нашей растерянностью, алмаатинцы очень быстро увеличили счёт до 4:1. Но потом мы как перешли на их половину поля, и до конца игры их не выпускали. Что только не творили Толя Рожанский, Валера Мозгунов, Миша Ховрин, Стасик Катков! Карусель настоящая! В тот вечер каждый из нас провёл лучшую или — по крайней мере, одну из лучших — игр в своей жизни. «Ска-жи-ка, там, в классе „Б“, на каком месте вы находитесь?» — тяжело дыша, спросил во время одной из игровых пауз у меня капитан «Кайрата» Федотов. «На двенадцатом» — ответил я, и глаза его округлились. Мы забили второй мяч, затем — третий… Только финальный свисток и спас алмаатинцев. С поля мы шли под овации.
В 1/8 финала «Десне» противостоял один из лидеров второй группы класса «А», казахский «Кайрат». Вопреки требованиям регламента, который предписывал проведение матча на поле команды из более низкой лиги, назначенная на 31 мая игра проходила в Алма-Ате. На 13-й минуте хозяева повели в счёте, а на 21-й — удвоили преимущество. В свою очередь, нападающему «Десны» Анатолию Рожанскому в начале второго тайма удалось отыграть один мяч. На 75-й минуте судья засчитал спорный гол игрока «Кайрата», забитый, по мнению футболистов «Десны», из явного положения вне игры, а через пять минут алмаатинцы довели счёт до 4:1. Последние минуты матча прошли уже при тотальном преимуществе черниговцев: на 85-й и 87-й минутах вновь отличился Рожанский, оформив хет-трик, а итогом стала победа «Кайрата» со счётом 4:3. Несмотря на поражение, Валерий Кравчинский впоследствии называл эту игру лучшей в своей карьере и за всю историю «Десны».
Бескомпромиссная кубковая борьба отвлекла на себя значительную часть сил футболистов, что не преминуло сказаться на результатах в чемпионате. При поставленной задаче занять место в первой пятёрке, в своей зоне команда финишировала лишь 9-й, а в общем зачёте — 21-й из 45 украинских команд класса «Б». Впрочем, обращает на себя внимание чрезвычайная плотность очков в турнирной таблице на зональном этапе — от 6-й позиции «Десну» отделила лишь худшая разница мячей, от 5-го места — одно очко. В 1965 году нападающий «Десны» Ефим Школьников был вызван в сборную УССР, которая проводила турне по Индии, Бирме и Таиланду. По результатам товарищеских матчей Школьников стал лучшим бомбардиром команды, забив 8 мячей из 13. После возвращения в СССР он получил приглашение перейти в московский «Спартак» от Николая Старостина, но принял решение остаться в «Десне».
Перед стартом сезона 1966 года команда потеряла ряд важных игроков, что во многом было обусловлено новым правилом республиканской федерации футбола, согласно которому в заявке команды могло находиться не более пяти футболистов старше 23 лет. Особняком стоит переход воспитанника «Десны» Александра Говорова в донецкий «Шахтёр», где он вскоре стал основным вратарём. Пополнение составили преимущественно молодые игроки, среди которых наиболее ярко удалось себя проявить двум воспитанникам черниговского футбола — вратарю Юрию Грузнову, выигравшему в предыдущем сезоне золотые медали с дублем киевского «Динамо», и нападающему Андрею Процко. Кроме того, несмотря на жёсткий возрастной лимит, Валентин Тугарин настоял на приглашении в «Десну» 25-летнего мастера спорта СССР Николая Ненахова из СКЧФ — одарённого «диспетчера», ранее заявившего о себе в краснодарском «Спартаке», с которым он в 1962 году завоевал титул чемпиона РСФСР.
В регулярном чемпионате «Десна» повела борьбу за лидерство в первой зоне УССР класса «Б» — победитель получал право сразиться за выход во вторую группу класса «А». «Десна» уверенно набирала очки, но в заключительном матче первого круга со счётом 0:4 проиграла хмельницкому «Динамо», своему главному конкуренту в борьбе за первое место. Во второй половине сезона команду возглавил новый старший тренер — Сергей Коршунов, известный по выступлениям за различные московские команды и киевское «Динамо», а после завершения карьеры игрока возглавлявший запорожский «Металлург», гомельский «Локомотив» и львовские «Карпаты». По итогам зонального этапа «Десна» заняла 2-е место, опередив СКЧФ и пропустив вперёд хмельницкое «Динамо». Кульминацией сезона стало двухматчевое противостояние за 3-е место в чемпионате УССР среди команд класса «Б» с херсонским «Локомотивом». В первой игре, проходившей в Чернигове при крайне неблагоприятных погодных условиях, команды обошлись без забитых голов, а в ответном матче победу одержали херсонцы (2:0). В конце сезона три футболиста «Десны» — Ефим Школьников, Николай Ненахов и Владислав Идзковский, были вызваны в молодёжную сборную УССР, которую возглавлял бывший вратарь киевского «Динамо» Антон Идзковский. В ноябре и декабре сборная провела несколько товарищеских матчей в Мали, Гвинее и Сенегале.
Сезон 1967 года не оправдал ожиданий — несмотря на задачу повыситься в классе, команда под руководством нового тренера Виктора Жильцова прочно закрепилась в статусе середняка. Руководство клуба такое положение дел не устраивало, поэтому в августе «Десну» возглавил пришедший из львовских «Карпат» Евгений Лемешко — специалист гораздо более высокого уровня, который за оставшиеся 11 игр заметно улучшил результаты, но уже по окончании сезона покинул команду.
В 1968 году на должность старшего тренера «Десны» вернулся Валентин Тугарин. В новом сезоне команда стартовала очень ярко, одержав пять побед в первых шести матчах. Однако нахождение на вершине турнирной таблицы привело к возросшим требованиям у некоторых футболистов, в частности Анатолий Рожанский запросил себе трёхкомнатную квартиру. Не получив желаемого, Рожанский и Ненахов ушли из команды, что не замедлило сказаться на её результатах. Тем не менее, борьба за лидирующие позиции продолжалась. Заняв в своей зоне 3-е место, «Десна» приняла участие в финальном турнире восьми лучших украинских команд класса «Б», в котором разыгрывались четыре путёвки во вторую группу класса «А». Одержав три победы, дважды сыграв вничью и потерпев два поражения, «Десна» заняла итоговое 4-е место и впервые в истории добилась повышения в классе. Нападающий черниговской команды Анатолий Бордаков был признан лучшим игроком финального турнира, а лучшим бомбардиром «Десны» в сезоне с 17 голами стал Юрий Панов.
В дебютном сезоне во второй группе класса «А» «Десна» едва избежала вылета, заняв 18-е место. Однако уже в 1970 году под руководством молодого амбициозного тренера Олега Базилевича собрался качественный состав, сочетающий лучших воспитанников черниговского футбола (Валерий Кравчинский, Андрей Процко, Юрий Грузнов, Константин Шульга) и именитых приезжих футболистов, таких как бывший вратарь московского «Динамо» и «Зенита» Лев Белкин, обладатель Кубка СССР в составе львовских «Карпат» Виктор Турпак, бывший игрок донецкого «Шахтёра» Вячеслав Першин и будущий игрок «Зари», московского ЦСКА и сборной СССР Сергей Морозов. Провалив стартовые матчи чемпионата из-за большого количества травмированных футболистов (вероятно, сказались тяжелейшие нагрузки на предсезонных сборах по методике Анатолия Зеленцова), «Десна» начала быстро прогрессировать, показывая содержательную игру и периодически располагаясь в группе лидеров. Однако вследствие ряда поражений в концовке сезона команда оказалась в середине турнирной таблицы, заняв в итоге 11-е место среди 22 коллективов.
В планах Олега Базилевича было усиление состава, и в перспективе — борьба за выход в создававшуюся тогда Первую всесоюзную лигу. Однако в то время Черниговскую область возглавил новый руководитель — Николай Уманец. Ознакомившись с данными о финансах, выделяемых на содержание команды, он приказал немедленно её расформировать. По словам очевидцев, Базилевич уезжал из Чернигова со слезами на глазах. Начатые же им в «Десне» и развитые в дальнейшем наработки стали основой для достижений его тренерского дуэта с Валерием Лобановским в киевском «Динамо». С 1972 года вместо «Десны» домашние игры в Чернигове стал проводить киевский СКА: в 1972 клуб выступал под названием команда города Чернигова, а в 1973—1975 — СК «Чернигов».

#### Возрождение и «серебро» чемпионата УССР (1976—1982)

«Десна» перед стартом сезона 1982, в котором она завоевала серебряные медали чемпионата УССР

В 1976 году «Десна» была возрождена усилиями Ефима Школьникова, который с черниговским «Химиком» выиграл чемпионат УССР среди коллективов физкультуры. Благодаря этой победе команда из Чернигова получила право на участие во Второй лиге чемпионата СССР. Новый состав «Десны» формировался Школьниковым прежде всего из воспитанников черниговского футбола, пятеро из которых уже выступали за команду до её ликвидации. В 1977—1981 годах «Десна», как правило, занимала места в середине турнирной таблицы украинской зоны Второй лиги. Лучшим результатом в этот период стало 8-е место в 1980 году — большего тогда не удалось достигнуть из-за ухода посреди сезона троих ведущих футболистов в команды из Первой лиги.
К сезону 1982 года «Десна» подошла с составом, который позволял вести борьбу за самые высокие места. Лидером атак был лучший бомбардир последних трёх сезонов Геннадий Горшков. Оборону возглавлял уроженец Чернигова, отыгравший два сезона в Высшей лиге за днепропетровский «Днепр» Виктор Данилевский. Для усиления вратарской позиции был приглашён бывший игрок киевского «Динамо» Михаил Москаленко, в полузащиту — мастер комбинационной игры Иван Иванченко из перволигового «Прикарпатья». Ранее зарекомендовали себя в команде Виктор Рудой, Игорь Теннак, Сергей Сапронов, Святослав Петренко и дебютанты предыдущего сезона — Валентин Буглак, Николай Литвин и будущий защитник мирового класса Олег Кузнецов.

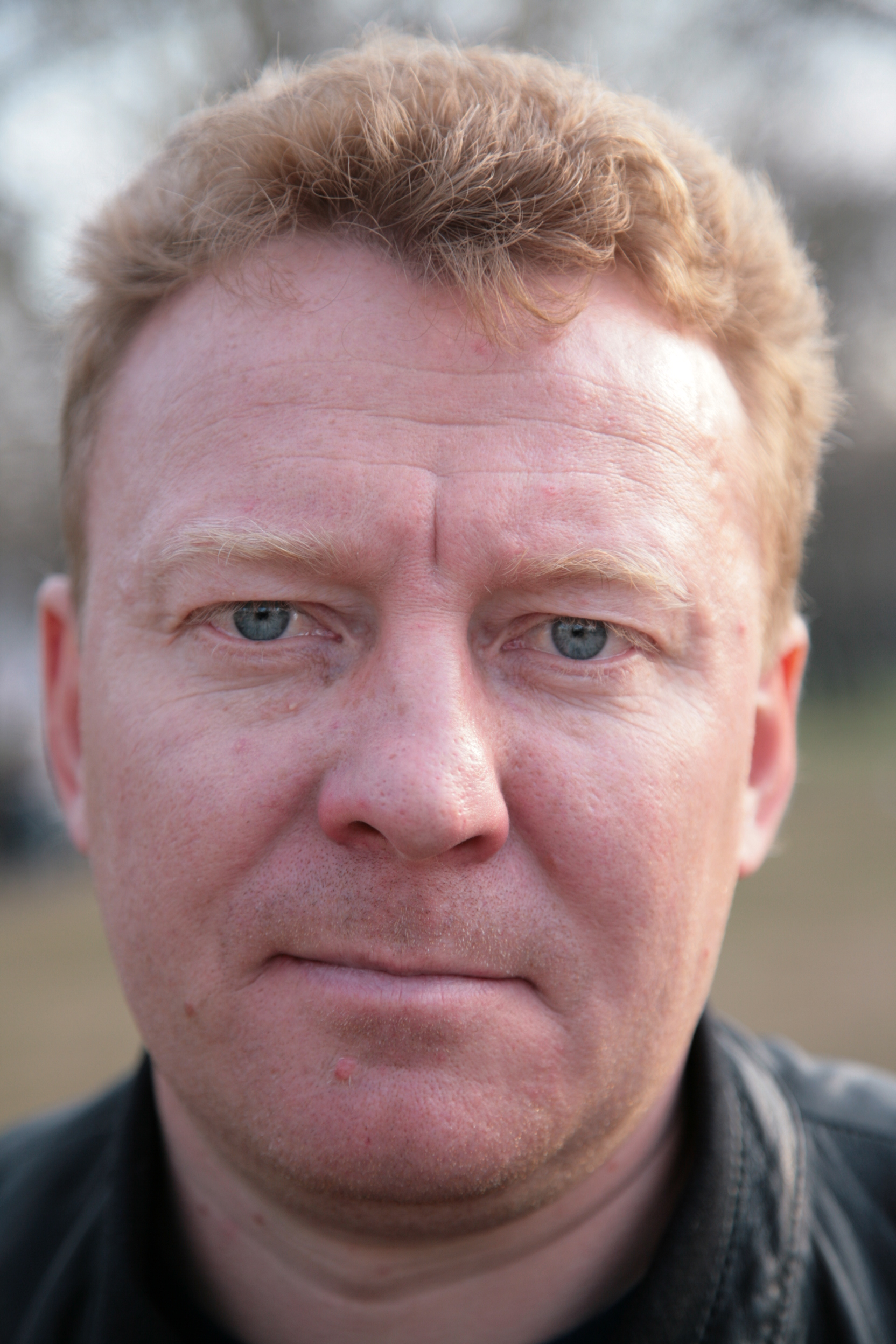
Олег Кузнецов — самый титулованный воспитанник «Десны»

Старт сезона выдался посредственным, и на протяжении нескольких месяцев сохранялась тенденция, когда команда регулярно набирала очки на своём поле, но нередко проигрывала в гостях. В августе же произошёл рывок, который позволил включиться в борьбу за медали. В течение 16 дней «Десна» сыграла пять выездных матчей, из которых четыре выиграла и один завершила вничью. Далее последовали победы в двух домашних играх. В выездном матче против лидера соревнований, черновицкой «Буковины», в котором хозяевам было достаточно ничьей, чтобы досрочно оформить чемпионство, «Десна» выиграла со счётом 2:1. Перед тремя заключительными матчами сезона сложилась следующая ситуация: в случае достижения максимального результата команда выигрывала бы «серебро», при двух победах и ничьей — «бронзу», при иных результатах — оставалась без медалей. «Десна» обыграла херсонский «Кристалл» и николаевский «Судостроитель», после чего 22 октября встретилась в Чернигове с житомирским «Спартаком». Счёт открыли черниговцы — после передачи Геннадия Горшкова отличился Виктор Рудой. Однако вскоре нападающий гостей Владимир Шишков сравнял счёт. Исход поединка решил гол Горшкова, который установил окончательный счёт — 2:1 в пользу хозяев. Заняв 2-е место в украинской зоне Второй лиги, «Десна» выиграла серебряные медали чемпионата УССР.
Больше всего матчей в сезоне — 45 — сыграл 19-летний воспитанник черниговского футбола Олег Кузнецов. В следующем году он перешёл в киевское «Динамо», получив приглашение от Валерия Лобановского. Среди будущих достижений футболиста — серебряные медали чемпионата Европы 1988 года, Кубок кубков 1986 года, титулы чемпиона СССР и Шотландии. В 1988 и 1989 годах журнал France Football включал Кузнецова в число кандидатов на «Золотой мяч» лучшему футболисту Европы.

#### Десятилетие без достижений (1983—1991)
Вскоре после успеха 1982 года вследствие конфликта с руководством Черниговского радиоприборного завода, который в предыдущем сезоне взял на себя финансирование команды, из «Десны» ушёл Ефим Школьников. В итоге после 2-го места 1982 года в сезоне 1983 команда финишировала 23-й, и в дальнейшем вплоть до 1989 года не поднималась выше 20-го места. Не помогало и приглашение известных специалистов — с лета 1983 до конца 1984 года должность старшего тренера «Десны» вновь занимал Евгений Горянский, который в промежутке между своими приходами в Чернигов возглавлял сборную СССР, а в 1985—1986 годах команда выступала под руководством будущего тренера сборной Украины Михаила Фоменко. Сезон 1989 года «Десна» вместе с другим представителем Украины, «Карпатами», провела в зоне союзных республик Второй лиги, заняв 17-е место из 22 участников. Последние два сезона в чемпионате СССР проходили после реорганизации, в результате которой лучшие команды Второй лиги были переведены в три союзные зоны, а остальные, в том числе «Десна», вместе с пополнением из числа бывших любительских команд оказались в менее престижных республиканских зонах. На новом уровне команда под руководством Юрия Грузнова оказалась в числе середняков, заняв в 1990 году 12-е место из 19 участников, и в 1991 году — 13-е из 26.
В 1979—1985 годах в течение семи сезонов подряд лучшим бомбардиром «Десны» становился Геннадий Горшков, который в общей сложности забил 112 голов в 385 матчах, заняв по обоим показателям вторые места за всю историю команды. Во второй половине 80-х годов капитаном «Десны» был бывший полузащитник киевского «Динамо» и чемпион Европы 1976 года в составе молодёжной сборной СССР Юрий Ковалёв. Придя в черниговскую команду в 1988 году, впервые в своей карьере получил стабильную игровую практику вратарь Дмитрий Тяпушкин, в дальнейшем — игрок сборной Украины и чемпион России 1994 года в составе «Спартака».

### Выступления в независимой Украине

#### Между первой и второй лигами (1992—1999)
После провозглашения независимости Украины «Десна» была включена в число участников первой лиги. По итогам дебютного сезона 1992 года среди 28 команд, разбитых на две группы, определялись 16 сильнейших, которые вместе с 6 аутсайдерами высшей лиги должны были сформировать состав Первой лиги на сезон 1992/93. Задачу сохранения прописки «деснянцы» во главе с Юрием Грузновым решили за 6 туров до конца чемпионата и в конечном итоге заняли 5-е место из 14 команд группы «А» первой лиги. Однако уже в следующем сезоне, впервые проходившем по системе «осень-весна», команда вела борьбу за выживание, а в сезоне 1993/94 заняла последнее, 20-е место и вылетела во вторую лигу.
Осенью 1996 года, спустя тринадцать с половиной лет после своего ухода, «Десну» вновь возглавил Ефим Школьников. Под его руководством в сезоне 1996/97 команда заняла 1-е место в группе «А» второй лиги и добилась повышения в классе, причём на второй половине турнирной дистанции «Десна» стала единственной профессиональной командой Украины, которая набрала более 90 % возможных очков, не проиграла ни одного матча и пропустила только один гол. В первом круге сезона 1997/98 «Десне» удалось закрепиться в середине турнирной таблицы первой лиги, благодаря чему основания опасаться возможного вылета отсутствовали. Тем не менее, к зимнему перерыву клуб начал испытывать значительные финансовые проблемы, что сказалось на мотивации футболистов, которым месяцами не выплачивали зарплату. Чемпионат команда завершила на 15-м месте среди 22 участников. В сезоне 1998/99 ситуация только усугубилась — футболисты отказались принять участие в одном из матчей, а на совете ПФЛ «Десна» была названа в числе команд, покинутых своими владельцами и местными властями на произвол судьбы. В итоге, завершив сезон на предпоследнем, 19-м месте, команда в очередной раз потеряла право на участие в первой лиге.

#### Президентство Чауса (1999—2007)
В сезоне 1999/00, само участие в котором «Десны» было под вопросом, президентом клуба стал черниговский предприниматель Иван Чаус. Состав команды формировался в спешном порядке и состоял в основном из молодых игроков, приглашённых из команд чемпионата области. Результат первой половины сезона вышел соответствующим — предпоследнее место в группе «В» Второй лиги. Однако во время зимнего перерыва была проведена качественная трансферная работа, команда усилилась рядом опытных футболистов, и в результате по количеству набранных очков во втором круге стала второй, а по итогам сезона — 9-й из 14 команд. В последующих сезонах команда находилась в группе лидеров — в 2001 году финишировала второй, в 2002 — четвёртой, в 2003 — третьей.
В сезоне 2003/04 «Десна» вела борьбу с днепродзержинской «Сталью» за первое место, которое предоставляло право на повышение в классе. Решающий поединок против главного конкурента состоялся в Чернигове 5 июня 2004 года. Первая половина игры проходила под диктовку «Десны» и завершилась со счётом 1:0 в её пользу. После перерыва же игра кардинально изменилась, и в итоге футболист «Стали», не встречая должного сопротивления защиты и вратаря хозяев, забил два гола, приведя свою команду к победе. Сербский легионер «Десны» Милан Загорац в послематчевом комментарии о причинах поражения обратил внимание на необъяснимые разрывы между отдельными игровыми линиями команды, которые образовались во втором тайме. Сразу после матча президент «Десны» заявил о своих сомнениях относительно честной игры со стороны всех игроков его команды и анонсировал в связи с этим проведение служебного расследования. Спустя некоторое время он утверждал, что подозрения по поводу намеренной сдачи сопернику матча некоторыми футболистами «Десны» подтвердились. По итогам сезона «Десна» стала второй, отстав от «Стали» на одно очко.
Летом 2004 года главным тренером «Десны» был назначен Александр Томах, начальником команды — Ефим Школьников. Новым соперником «Десны» в борьбе за выход в Первую лигу стал харьковский «Гелиос». Обыграв в стартовом туре «северян» со счётом 4:1 («покером» отличился бывший игрок португальской «Бенфики» и сборной Украины Сергей Кандауров), харьковчане захватили лидерство в турнирной таблице и сохранили его до конца сезона, а «Десна» снова стала второй. В то же время, нападающий «северян» Александр Кожемяченко с 20 голами стал лучшим бомбардиром Второй лиги. Команде удалось проявить себя в розыгрыше Кубка Украины, обыграв  перволиговый «Арсенал» (Харьков) и высшелиговый «Борисфен», и уступив в 1/8 финала ещё одному представителю элитного дивизиона, «Кривбассу».

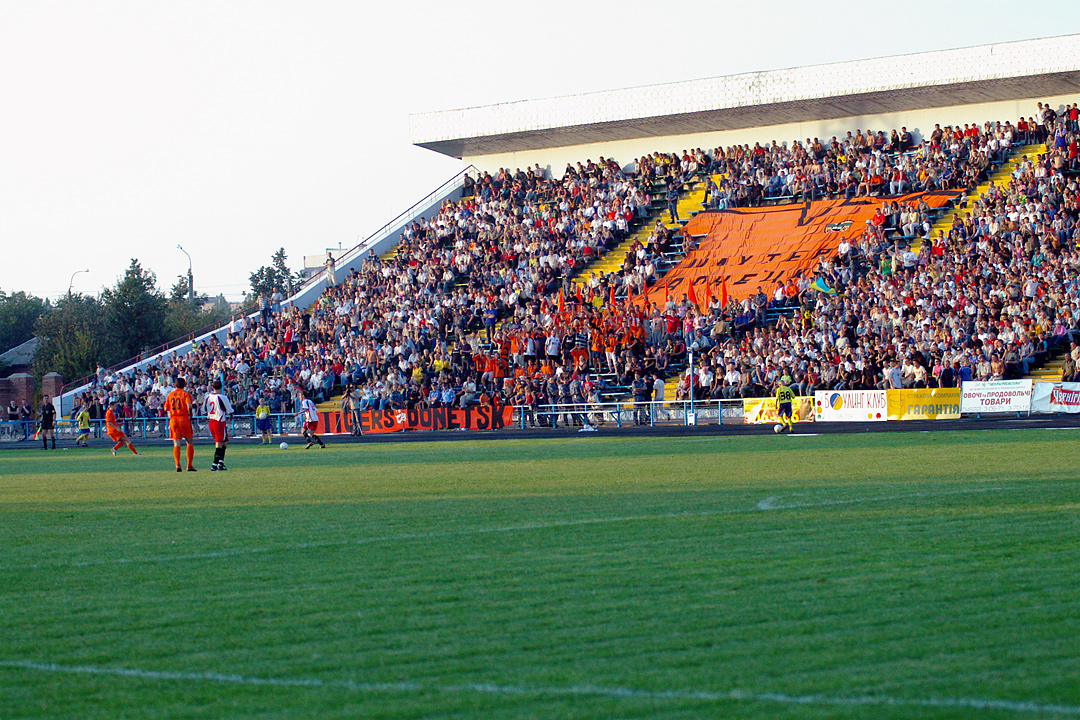
Матч «Десны» против «Шахтёра», 13 августа 2005 года

В следующем сезоне на стадии 1/32 финала Кубка Украины «Десна» в присутствии 16 200 зрителей встретилась в Чернигове с действующим чемпионом страны, донецким «Шахтёром». Команды продемонстрировали открытый атакующий футбол (гости нанесли 20 ударов по воротам, хозяева — 14), а итогом матча стала победа «горняков» со счётом 5:2. Автором «дубля» в составе «Десны» стал Кожемяченко. В своей группе Второй лиги черниговская команда уверенно лидировала, завершив сезон на первом месте с 12-очковым отрывом от ближайшего преследователя. Рекордным результатом в истории клуба стал разгром «Боярки-2006» со счётом 12:0. Кожемяченко, отличившись в воротах соперников 22 раза, в том числе 3 «покерами», второй сезон подряд занял 1-е место в списке лучших бомбардиров лиги.

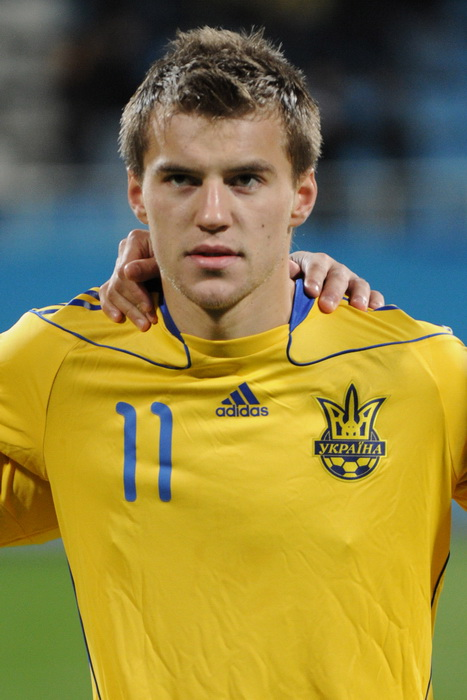
Андрей Ярмоленко

Сезон 2006/07 стал первым в профессиональном футболе для одного из самых известных воспитанников «Десны», Андрея Ярмоленко. Дебют нападающего в Первой лиге состоялся 8 октября 2006 года незадолго до его 17-летия — появившись на поле после перерыва в выездном матче против сумского «Спартака», Андрей стал автором единственного гола, забив его ударом в падении через себя. Впервые в стартовом составе Ярмоленко вышел 3 ноября в домашней игре против «Волыни». «Десна» в то время переживала игровой кризис, взяв в пяти октябрьских матчах лишь пять очков, и Чаус, несмотря на несогласие тренера, настоял на выходе малоопытного нападающего с первых минут. В итоге черниговцы одержали победу со счётом 4:0, а Ярмоленко забил два мяча и был признан лучшим игроком матча. Талантливым футболистом заинтересовались «Динамо» и «Шахтёр», однако дончане намеревались сперва просмотреть игрока, в то же время руководство киевского клуба действовало более оперативно и сразу после последнего матча года договорилось с «Десной» о его трансфере. В будущем Ярмоленко — футболист киевского «Динамо», дортмундской «Боруссии» и лондонского «Вест Хэма», второй бомбардир в истории сборной Украины и участник трёх чемпионатов Европы. Потеря Ярмоленко, а также уход ведущего полузащитника Виталия Гавриша в высшелиговый «Металлург» (Донецк), ощутимо сказались на потенциале «Десны» в весенней части сезона, которая в итоге заняла лишь 14-е место среди 19 команд Первой лиги.

#### Приход Алексея Савченко. Взлёт и последующее падение (2007—2011)
В сезоне 2007/08 команда под руководством нового тренера Сергея Кучеренко стартовала очень уверенно, одержав 3 победы в первых трёх матчах. 23 августа 2007 года новым президентом клуба стал председатель наблюдательного совета столичного «Партнёр-Банка» Алексей Савченко. Вместе с ним в клубе наступил период невиданного ранее финансового благополучия — в кратчайшие сроки были выплачены долги по зарплате, команда получила в своё распоряжение современный комфортабельный автобус, а ведущие футболисты один за другим получали от президента в подарок личные автомобили. Новый собственник озвучил амбициозные планы, заявив, в частности, о своём желании вывести «Десну» в Высшую лигу и построить в Чернигове стадион на 50 000 зрителей. В регулярном чемпионате команда находилась в группе лидеров и некоторое время возглавляла турнирную таблицу, однако в октябре, когда «северянам» противостояли лидеры предыдущего сезона и команды, вылетевшие из Высшей лиги, «Десна» выступила провально, проиграв три домашних матча подряд, и на зимний перерыв ушла, находясь на 7-м месте. Тем не менее, весной команда выиграла на своём поле 7 матчей подряд и претендовала на выход в элитный дивизион, заняв в итоге 4-е место, что на то время стало для неё лучшим результатом в чемпионате Украины.
Тем не менее, сезон 2008/09 «Десна» начала крайне неудачно, взяв в первых 6 матчах лишь 3 очка из 18 возможных. Вследствие таких результатов Кучеренко подал в отставку, а на должность главного тренера команды был приглашён Александр Рябоконь. Новый наставник был известен благодаря работе с «Борисфеном», который под его руководством вышел в Высшую лигу, заняв там в своём дебютном сезоне 7-е место, и минским «Динамо», с которым он выиграл серебряные медали чемпионата Белоруссии. 23 октября 2008 года во время пресс-конференции Алексей Савченко сделал скандальное заявление о причинах успеха в предыдущем сезоне и неудачных результатов — в новом:

Я подписал договор честной игры. Я сегодня единственный президент, который не платит судьям деньги. Я занял принципиальную позицию. Все знают в футбольном мире, Савченко и ФК «Десна» не дают ни копейки. Играла не «Десна», а играли мои «бабки» и мои амбиции … игра у меня стоила от 5 до 15 тысяч долларов. Я по фамилиям могу назвать судей, которые получили от нас деньги, и по фамилиям могу назвать людей, которые давали деньги. Когда я перестал давать деньги, мы имеем тот результат спортивный, который заслужили эти футболисты.

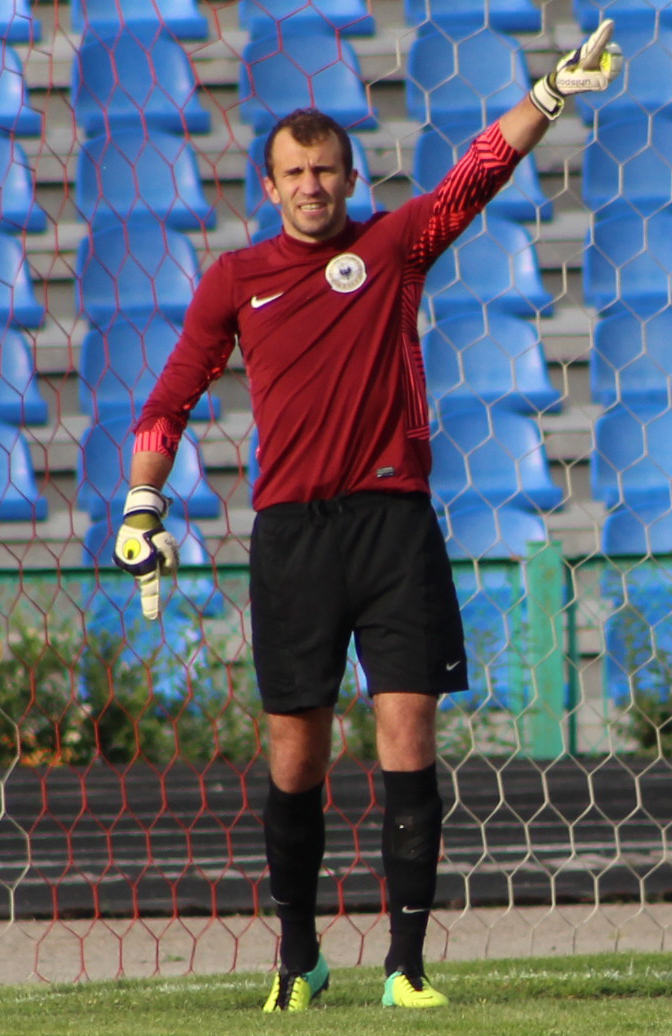
Андрей Федоренко — основной вратарь «Десны» в сезоне 2008/09

После этого заявления результаты команды сразу же значительно улучшились — было выиграно 5 матчей подряд и до конца года набрано 16 очков из 18 возможных, благодаря чему к зимнему перерыву «Десна» переместилась с 16-го места на 7-е. Тем временем Федерация футбола Украины по результатам заседания своего исполнительного комитета приняла решение временно отстранить от футбольной деятельности фигурантов дела, в том числе Савченко и пятерых судей, и передать материалы расследования комиссии честной игры в прокуратуру Черниговской области. Прокурор, впрочем, отказал в возбуждении уголовного дела в связи с отсутствием объективного состава преступления, поскольку футбольные арбитры не являются служебными лицами, а следовательно в соответствии с Уголовным кодексом Украины не могут быть субъектами такого преступления, как получение взятки. В свою очередь, Савченко заявил о том, что в связи с решением Федерации футбола он отходит от футбола и дарит клуб в собственность городским властям Чернигова. Однако город не спешил принимать такой щедрый подарок, хотя и не стал отказываться от него.
В феврале 2009 года новым президентом «Десны» стал ровенский бизнесмен Валерий Коротков, спустя 3 месяца — аграрий Александр Поворознюк из Кировоградской области. Поворознюк через некоторое время договорился с «Партнёр-Банком» Савченко о совместном финансировании «Десны», однако вскоре самоустранился от управления клубом и его поддержки. Перед возобновлением регулярного чемпионата новому тренеру «Десны» Михаилу Дунцу удалось усилить команду яркими исполнителями, которые в дальнейшем перешли в клубы Высшей лиги, такими как Вячеслав Шарпар, Евгений Пичкур и Руслан Зейналов. Команда показывала качественный футбол, но стабильному результату препятствовало отсутствие надлежащего финансирования — первую полноценную зарплату в 2009 году футболисты получили только в начале лета после возвращения в клуб «Партнёр-Банка». По итогам сезона 2008/09 «Десна» заняла 7-е место. В летнее межсезонье на должность главного тренера вернулся Рябоконь. Несмотря на значительные финансовые проблемы клуба, его команде удалось достичь приемлемого результата, финишировав на 8-м месте, однако после завершения сезона Федерация футбола Украины отказала «Десне» в аттестации для дальнейшего участия в Первой лиге.
Однако благодаря усилиям городских властей и новых владельцев клуба «Десну» удалось спасти. Финансировать клуб стали бизнесмены из сферы ликёро-водочной промышленности Алексей Чеботарёв и Юрий Тимошок. Была создана юридически новая организация «Спортивно-футбольный клуб „Десна“», которая сохранила правопреемственность истории клуба и со временем выплатила долги его предыдущих владельцев. Клуб был заявлен во Вторую лигу, а состав команды формировался с нуля за считанные дни до начала чемпионата. В первом официальном матче было заявлено всего 14 человек, среди которых был лишь один футболист «Десны» предыдущего сезона — Артём Антонов, который до того лишь изредка выходил на поле. На протяжении чемпионата команда вернула ряд игроков, в том числе лучшего бомбардира в своей истории Александра Кожемяченко, и даже боролась за возвращение в Первую лигу, однако на финишной прямой последовал спад, и по итогам сезона «Десна» заняла 5-е место в группе «А».

#### Начало эры Рябоконя. Возвращение в Первую лигу (2012—2016)

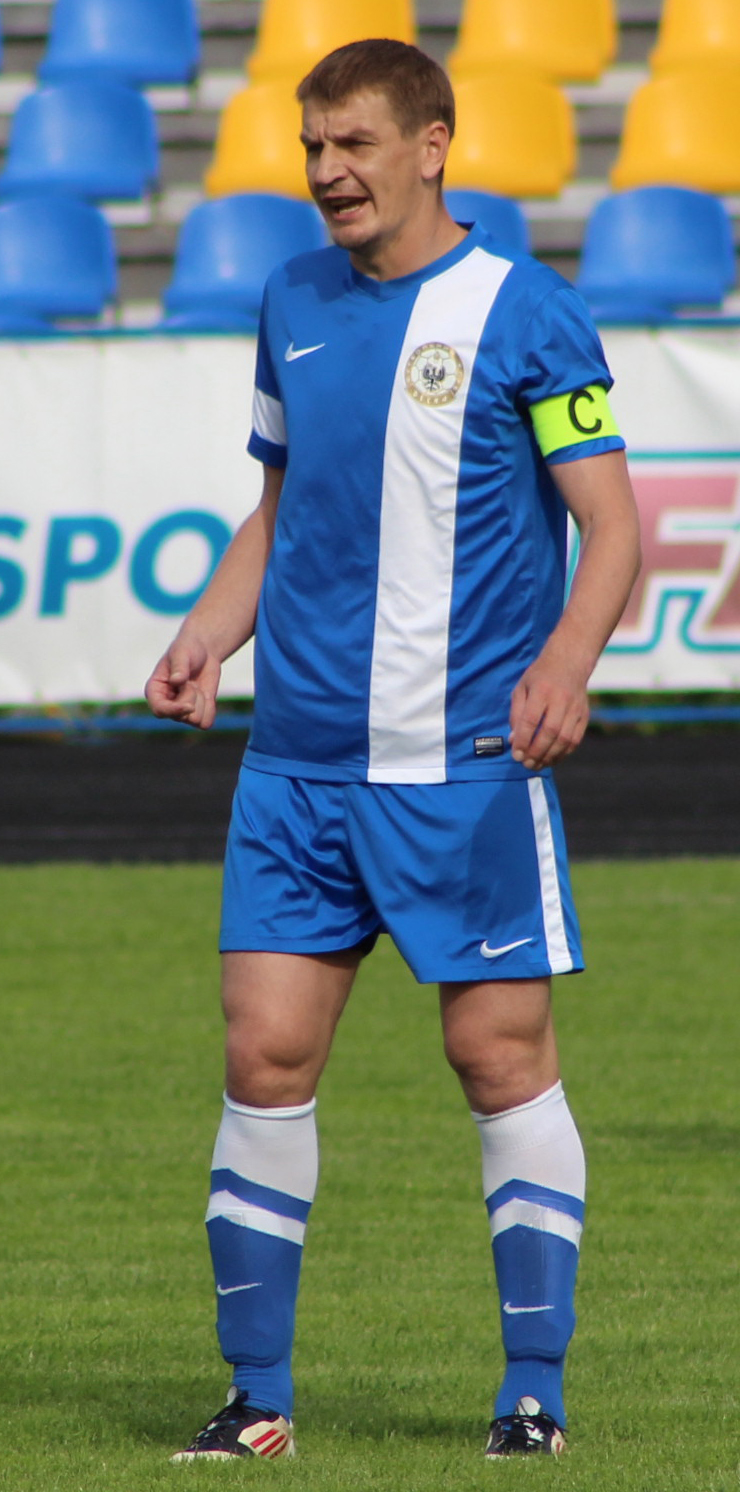
Вадим Мельник был лидером и капитаном «Десны» в течение 6 сезонов — с 2012 по 2018. Являясь номинально центральным защитником, при необходимости мог сыграть и в нападении, а в одном из матчей после удаления вратаря успешно отстоял ворота «северян»

В феврале 2012 года на должность главного тренера «Десны» вернулся Александр Рябоконь. По итогам сезона 2011/12 «Десна» заняла 2-е место в своей группе и получила право сыграть в первом матче двухэтапного плей-офф за выход в Первую лигу с краматорским «Авангардом», но проиграла этот матч со счётом 0:1.
В сезоне 2012/13 капитаном «Десны» стал 32-летний Вадим Мельник, который ранее играл под руководством Рябоконя в «Борисфене» и становился бронзовым призёром чемпионата Украины в составе донецкого «Металлурга». Был подписан контракт с 21-летним фланговым полузащитником Егором Картушовым — талантливым воспитанником донецкого «Шахтёра», который в 15-летнем возрасте входил в сферу интересов «Барселоны», в 18 лет проходил сборы с основной командой «горняков» под руководством Мирчи Луческу и в дальнейшем выступал в командах Премьер-лиги, однако из-за проблем со здоровьем больше года находился без футбола. «Десна» уверенно заняла 1-е место в группе «А» Второй лиги, проиграв лишь один матч и опередив финишировавшую второй тернопольскую «Ниву» на 12 очков, и получила право выступать в Первой лиге. Финалом сезона стало двухматчевое противостояние за титул чемпиона Второй лиги с «УкрАгроКомом», занявшим 1-е место в группе «Б». Одержав победу в Чернигове со счётом 2:0 и проиграв в гостях со счётом 1:3, благодаря голу на выезде «Десна» выиграла золотые медали и звание абсолютного чемпиона Второй лиги.
Команда оказалась не чужой на новом уровне, финишировав в Первой лиге по итогам сезона 2013/14 на 5-м месте — выше любого из новичков. В Кубке Украины на стадии 1/8 финала «Десна» встретилась на своём поле с представителем Премьер-лиги, запорожским «Металлургом». «Северяне» имели множество возможностей для взятия ворот — согласно комментарию обозревателя, «кажется, столько 100-процентных моментов „Десна“ не создала за все матчи первого круга в чемпионате», однако основное и дополнительное время поединка завершилось вничью — 1:1. В серии пенальти черниговцы одержали победу со счётом 5:4 и впервые в истории вышли в 1/4 финала Кубка Украины. В четвертьфинале «Десна» проиграла «Шахтёру» со счётом 0:2.

Сильными сторонами тогдашней «Десны» были надёжная оборона и быстрые контратаки с участием скоростных фланговых игроков. Главной звездой команды и одним из лучших футболистов лиги был Егор Картушов. В заключительной части сезона 2014/15, в котором «Десна» второй раз подряд заняла 5-е место, он набрал «фантастическую» форму, на протяжении 6 матчей не уходя с поля без забитого мяча или ассиста. Во втором полугодии Картушов стал наиболее результативным среди всех футболистов лиги, а по итогам сезона с 7 голами и 13 голевыми передачами занял 1-е место в списке лучших ассистентов и 2-е — в рейтинге лучших игроков по системе «гол + пас».
Летом 2015 года команда потеряла ряд игроков основы, к тому же, на длительное время травмировался Картушов, что негативно сказалось на результате — после нахождения в первой «пятёрке» по итогам предыдущих сезонов перед зимним перерывом чемпионата 2015/16 «Десна» занимала лишь 11-е место. Однако во время зимних сборов руководством «Десны» было объявлено о значительном увеличении финансирования команды и намерении в следующем сезоне вести борьбу за выход в Премьер-лигу. С лидерами — Картушовым и Евгением Чепурненко, были подписаны новые контракты на улучшенных условиях, а в трансферной работе клуб стал ориентироваться на игроков, уровень которых соответствовал новым целям. Лучшим приобретением стало приглашение Дениса Фаворова — универсального футболиста, выступающего на позициях опорного полузащитника и правого защитника, который вскорости стал одним из лидеров «Десны». Среди новых игроков в команде также закрепились грузинский опорник Лука Коберидзе, центральный защитник Максим Максименко, вингер Максим Банасевич и левый защитник Александр Черноморец. После перерыва команда выступила значительно лучше, обыграв, в частности, одного из лидеров — «Черкасский Днепр» со счётом 3:1, и заняла итоговое 8-е место.

#### Выход в Премьер-лигу (2016—2019)
В сезоне 2016/17 перед «Десной» была поставлена задача выйти в Премьер-лигу — согласно регламенту соревнований, право на повышение у классе получали команды, занявшие первое и второе места. Под эту задачу была начата реконструкция стадиона, в связи с чем домашние матчи «Десны» проходили в Киеве и Харькове. Команда получила качественное усиление — нападающий Александр Филиппов, приход которого решил давнюю проблему отсутствия забивного форварда, хорошо знакомый Рябоконю победитель Первой лиги в составе «Звезды» Андрей Мостовой, крайний полузащитник Александр Волков из премьерлигового «Олимпика», опытный вратарь Константин Махновский и воспитанник киевского «Динамо», центральный защитник Антон Братков. Конкурентами «Десны» в борьбе за выход в УПЛ стали мариупольский «Ильичёвец» и ровенский «Верес». Матч первого круга с возглавляющими турнирную таблицу «азовцами» выдался особенно ярким — проигрывая после первого тайма со счётом 0:1, ближе к завершению встречи «северянам» удалось переломить ход противостояния и одержать победу, забив 3 гола в течение 4 минут. Первую половину сезона «Десна» завершила на 3-м месте. В составе команды выделялись Александр Филиппов — один из лучших бомбардиров лиги, капитан Вадим Мельник и окончательно нашедший себя в роли правого защитника Денис Фаворов.
По оценке спортивного эксперта Артура Валерко, во время зимнего перерыва клуб провёл «идеальную точечную селекцию», пригласив техничных футболистов, которые должны поспособствовать переходу «Десны» на более атакующий стиль игры — лидеров перволиговых команд Левана Арвеладзе и Илью Коваленко, и бывшего нападающего киевского «Динамо» и «Металлиста» Владимира Лысенко. Начав весеннюю часть сезона с 6-очковым отставанием от идущего на втором месте «Вереса», «Десна» за три тура опередила его, в частности обыграв ровенчан в гостях со счётом 2:0. За всю весну черниговская команда не проиграла ни одного матча, а в предпоследнем туре обеспечила себе серебряные медали Первой лиги, получив согласно регламенту право на участие в Премьер-лиге. По итогам сезона ПФЛ признала Александра Рябоконя лучшим тренером лиги.
Тем не менее, выход клуба в Премьер-лигу не состоялся, так как Федерация футбола Украины отказалась предоставить «Десне» аттестат для участия в элитном дивизионе, и в УПЛ был переведён «Верес», занявший 3-е место. Среди причин такого решения представителями ФФУ назывались непрозрачное финансирование клуба и наличие проблем с соблюдением всех пяти критериев аттестации. В СМИ, однако, высказывалось предположение, что истинной причиной решения ФФУ стала личность президента «Десны» Алексея Чеботарёва, который был объявлен в розыск в рамках уголовного производства о преступлениях времён Евромайдана и с 2014 года находится за пределами Украины. Недопуск «Десны» в УПЛ спровоцировал громкий скандал в украинском футболее. Руководство клуба в связи с этим заявило, что «спортивный принцип забыт совсем и победитель определяется не на футбольных полях, а в кабинетах», а следовательно «мы не видим смысла в дальнейшем финансировании клуба». Позицию «Десны» поддержал президент киевского «Динамо» Игорь Суркис, назвав происходящее «бредом и позором нашей Федерации». В свою очередь, делегаты клубов Первой лиги на конференции ПФЛ проголосовали против исключения из неё уже принятого в Премьер-лигу «Вереса», что, впрочем, по сути было лишь формой протеста против нарушения спортивного принципа и не могло иметь каких-либо реальных последствий.

Перед началом нового сезона руководством клуба было принято решение не только сохранить финансирование, но и увеличить его. Несмотря на недопуск в УПЛ и завершение действия контрактов у ряда футболистов, «Десне» удалось сохранить всех ключевых игроков. Чеботарёв, не прекратив участия в клубных делах, передал полномочия президента депутату Киевского городского совета Владимиру Левину. Целью на сезон вновь было повышение в классе. В летний отрезок чемпионата команде недоставало стабильности — при пяти победах и одной ничьей «Десна» проиграла три матча, в том числе непосредственным конкурентам — «Полтаве» и «Арсеналу-Киев». В сентябре результаты улучшились — четыре победы подряд и ничья. 7 октября 2017 года «Десна» установила собственный перволиговый рекорд, обыграв в гостях «Николаев» со счётом 8:1, причём автором 4 голов из 8 стал правый защитник Денис Фаворов. Всего на тот момент в его активе было 9 голов и 4 голевые передачи в 15 матчах Первой лиги. В своей команде Денис был самым результативным игроком, в лиге — вторым в списке лучших бомбардиров и лучших игроков по системе «гол + пас». Однако в следующей игре Фаворов в борьбе с футболистом команды соперника получил сотрясение мозга и до конца года на поле уже не выходил. В начале второго круга «Десна» проиграла три матча подряд и после длительного пребывания на 3-м месте, которое предоставляло право на участие в плей-офф за место в Премьер-лиге, оказалась на 6-й позиции. Победа в последнем туре 2017 года над «Колосом» несколько исправила ситуацию, однако на зимний перерыв команда ушла на 5-м месте, отставая от лидера на 15 очков и от 3-го места — на пять. В то же время в Кубке Украины «Десна» повторила свой лучший результат в истории, достигнув 1/4 финала, где проиграла киевскому «Динамо» со счётом 0:2. По итогам 2017 года Александр Рябоконь был признан лучшим тренером Первой лиги по версии Всеукраинского объединения тренеров.
Во время зимнего перерыва состав команды значительно обновился. Наиболее статусным новичком «Десны» стал младший брат Дениса Фаворова Артём — лучший футболист и бомбардир Первой лиги в сезоне 2015/16. Весной команда стартовала с трёх побед подряд, однако уже следующий матч, в котором «Десне» противостоял возглавляющий турнирную таблицу «Арсенал-Киев», завершился потерей очков — выигрывая по ходу поединка с разницей в 2 мяча, черниговцы пропустили 3 гола, а итогом стала ничья со счётом 3:3. Следующий матч «Десна» проиграла находящемуся на последнем месте «Черкасскому Днепру», вследствие чего расстояние до идущего третьим «Ингульца» увеличилось до 7 очков. Однако до конца регулярного чемпионата «Десна» выиграла все 7 оставшихся матчей с общим счётом 23:3. В решающем поединке предпоследнего тура со счётом 3:1 был побеждён «Ингулец», и для участия в плей-офф «северянам» оставалось не проиграть в последнем матче с «Гелиосом». В итоге соперник был разгромлен со счётом 5:0, а нападающий «Десны» Денис Безбородько в течение 15 минут оформил хет-трик. Команда заняла 3-е место, набрав на 4 очка меньше финишировавшего первым «Арсенала-Киев». Наиболее эффективным игроком лиги в весенней части сезона стал атакующий полузащитник «Десны» Артём Фаворов — на протяжении 8 матчей подряд он не уходил с поля без забитого мяча или голевой передачи, а в общей сложности совершил 13 результативных действий (7 голов и 6 ассистов) в 12 матчах. В свою очередь, старший брат Артёма, Денис, стал лучшим бомбардиром команды и был признан ПФЛ лучшим футболистом сезона. В плей-офф за участие в Премьер-лиге соперником «Десны» стала 10-я команда элитного дивизиона, кропивницкая «Звезда». Первая встреча, которая состоялась на выезде, завершилась вничью — по ходу матча «Десна» выигрывала благодаря голу Александра Волкова, однако сопернику удалось сравнять счёт вследствие неудачных действий Фаворова-старшего, который в попытке заблокировать удар отправил мяч в свои ворота. В ответном матче в присутствии почти 11 000 зрителей «Десна» убедительно оформила выход в Премьер-лигу, одержав победу со счётом 4:0. Забитыми мячами в воротах соперника отличились Денис Фаворов, Арвеладзе (дважды) и Волков.
Перед стартом первого сезона в высшем дивизионе украинского футбола команду усилили футболисты со значительным опытом выступлений в УПЛ — один из лучших вратарей лиги Евгений Паст, 33-летний центральный защитник Андрей Гитченко, ранее уже выступавший за «Десну» в 2010 году, и нападающий киевского «Динамо» Дмитрий Хлёбас. Дебют «Десны» в украинской Премьер-лиге состоялся на домашнем стадионе в матче против действующего чемпиона, донецкого «Шахтёра». При счёте 0:0 судья не засчитал гол нового капитана «Десны» Дениса Фаворова из-за положения вне игры, по мнению экс-арбитра ФИФА Мирослава Ступара — несправедливо, а итогом матча стала победа «Шахтёра» со счётом 2:0. Главный тренер донецкой команды Паулу Фонсека на послематчевой пресс-конференции отметил, что «нам противостояла отлично организованная команда, которая не ограничилась исключительно обороной, а действительно пыталась играть. Хочу отметить „Десну“ и, в частности, главного тренера за храбрость». Во втором туре «Десна» одержала первую победу в элитном дивизионе, разгромив на выезде «Мариуполь» со счётом 4:1. По «дублю» в ворота хозяев оформили Дмитрий Хлёбас и Александр Филиппов. Отличительной особенностью «Десны» на фоне большинства других команд УПЛ было стремление демонстрировать содержательную и конструктивную игру — быстрый комбинационный футбол через короткие передачи. Подобного стиля придерживался «Шахтёр», однако в сравнении с ним у черниговской команды отсутствовал выбор исполнителей соответствующего класса, что часто приводило к неудачным результатам, потому Рябоконь впоследствии был вынужден вернуться к более привычной контратакующей стилистике. В первой части сезона «Десна» закрепилась в середине турнирной таблицы и на зимний перерыв ушла на 6-м месте.
Зимняя трансферная кампания оказалась неудачной — ставка была сделана на опытных футболистов, но реального усиления команда почти не получила. В первых четырёх турах 2019 года определялись итоги первого этапа соревнований, после которого 12 команд в зависимости от занимаемого места разделялись на две равные группы. Проиграв решающий матч «Львову», «Десна» оказалась в нижней «шестёрке». Поскольку вылет команде не угрожал, футболисты потеряли мотивацию и в итоге проиграли борьбу в том числе и за «Кубок престижа», который присуждался лучшей команде второй «шестёрки», заняв в итоге в своём дебютном сезоне в Премьер-лиге 8-е место.

#### Борьба за «серебро» и дебют в еврокубках (2019—2021)

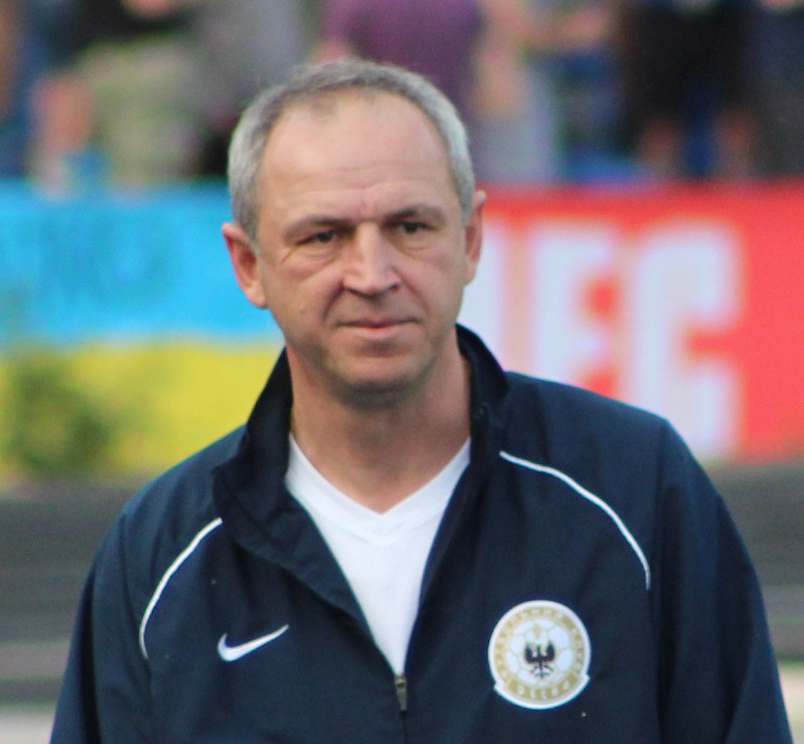
Александр Рябоконь — многолетний тренер «Десны», который привёл её к лучшим результатам в истории

Выступление «Десны» в сезоне 2019/20 стало сенсацией в украинском футболе — команде удалось навязать киевскому «Динамо» борьбу за второе место чемпионата Украины, предоставляющее право на участие в квалификации Лиги чемпионов. В межсезонье «Десна» получила качественное усиление — выступавший в составе «Динамо» крайний полузащитник Владислав Калитвинцев, вингер Орест Кузык и арендованный у «Шахтёра» правый защитник Ефим Конопля, который накануне стал чемпионом мира в составе сборной Украины до 20 лет. В регулярном чемпионате уверенно лидировал «Шахтёр», а за серебряные медали развернулась борьба между «Динамо», «Десной» и «Зарёй». Разгромив в 5-м туре бронзового призёра предыдущего сезона «Александрию» со счётом 3:0, «Десна» поднялась на вторую строчку турнирной таблицы. 15 сентября 2019 года в Киеве на стадионе «Олимпийский» состоялся поединок 7 тура против «Динамо». Черниговцы активно начали матч и на 40-й минуте открыли счёт — после передачи Картушова отличился Калитвинцев. На 49-й минуте гол в ворота «Десны» забил Беседин, однако уже через 7 минут Калитвинцев перехватил мяч на правом фланге атаки и сделал передачу на Филиппова, который ударом пяткой поразил ворота «Динамо», установив окончательный счёт — 2:1 в пользу «Десны». Второе место черниговская команда удерживала 6 туров подряд вплоть до проигрыша со счётом 1:2 «Заре», а перед зимним перерывом находилась на 4-м месте. Успех команде обеспечивала надёжная оборона (по количеству пропущенных голов лучше «Десны» был только «Шахтёр») и самые эффективные в лиге контратаки. Одним из главных открытий сезона стал нападающий «Десны» Александр Филиппов — до конца года он забил 9 голов в чемпионате и 2 — в Кубке, являясь одним из главных претендентов на звание лучшего бомбардира УПЛ. По итогам 2019 года Всеукраинское объединение тренеров за работу с «Десной» признало Александра Рябоконя лучшим тренером Премьер-лиги.
Зимой состав команды пополнил ряд статусных футболистов — атакующий полузащитник «Шахтёра» Андрей Тотовицкий, вингер «Карпат» Алексей Гуцуляк, трансферная стоимость за переход которого составила 300 тыс. евро, бывший нападающий сборной Украины Филипп Будковский из «Зари» и центральный защитник норвежского «Лиллестрёма» и сборной Эстонии Йоонас Тамм. Вместе с тем полузащитник «Десны» Артём Фаворов за 470 тыс. евро перешёл в венгерскую «Академию Пушкаша». Имея в своём составе таких игроков, как Филиппов, Тотовицкий, Калитвинцев, Гуцуляк, Картушов, Хлёбас, Кузык и Будковский, «Десна» обладала одной из сильнейших в лиге, «фантастической» группой атаки. На старте второй части сезона команда минимально проиграла «Шахтёру», после чего одержала 3 победы подряд, в том числе и над непосредственным конкурентом — «Зарёй», причём «северяне» забили единственный мяч, находясь в меньшинстве. 12 марта на стадии 1/4 финала Кубка Украины «Десна» встретилась с «Ворсклой», проиграв со счётом 0:1. Следующий матч чемпионата с киевским «Динамо», который проходил уже в рамках второго этапа, завершился вничью — в составе «Десны» в четвёртой игре подряд голом отличился Филиппов. Эта игра стала последней перед длительной паузой в чемпионате, которая была связана с пандемией COVID-19 и заняла два с половиной месяца.
| М | Команда | О  | Еврокубки         |
| - | ------- | -- | ----------------- |
| 1 | Шахтёр  | 75 | Групповой этап ЛЧ |
| 2 | Десна   | 55 | 3-й кв. раунд ЛЧ  |
| 3 | Динамо  | 55 | Групповой этап ЛЕ |
| 4 | Заря    | 54 | 3-й кв. раунд ЛЕ  |

Регулярный чемпионат возобновился 30 мая. Стиль игры «северян» на финише сезона заметно эволюционировал — «Десна» стала самой яркой командой Премьер-лиги, почти каждый матч которой — «голевая феерия, хоть и не обязательно с позитивным исходом». Со счётом 2:0 был обыгран «Колос», затем последовали поражение от «Шахтёра» (2:3), выездной разгром «Александрии» (5:1) и проигрыш «Заре» (1:2). 28 июня 2020 года в Чернигове со счётом 3:2 была одержана победа над «Динамо» — пропустив на 3-й минуте гол от Цыганкова, «северяне» сперва сравняли счёт усилиями Картушова, а затем вышли вперёд благодаря автоголу Каргбо. На 86-й минуте Цыганков оформил «дубль», а исход поединка решил гол «деснянца» Гитченко на 90+1 минуте. Обыграв в следующем матче со счётом 5:1 «Колос», «Десна» обошла в турнирной таблице обоих своих конкурентов и за 3 тура до завершения чемпионата расположилась на 2-м месте. Однако после поражения от «Шахтёра» со счётом 2:4 в первом из оставшихся трёх матчей черниговская команда вновь оказалась на 4-м месте. В предпоследнем туре «Десна» встретилась с «Александрией», которую обыграла во всех трёх предыдущих матчах сезона с общим счётом 10:1. На 9-й минуте счёт открыл защитник «северян» Йоонас Тамм, однако в дальнейшем «Десна» пропустила 3 гола и проиграла со счётом 1:3. Вследствие этого поражения перед последним туром команда потеряла шансы на «серебро», однако продолжала борьбу за бронзовые медали, для получения которых нужно было победить «Зарю». Для самой «Зари» расклад был следующий: для попадания в «тройку» им было достаточно не проиграть «Десне», а в случае победы над черниговцами и проигрыша в параллельном матче «Динамо» «Колосу» луганчане заняли бы второе место.

«Десна» в сезоне 2019/20 — лучшем в истории клуба

В решающем противостоянии с «Зарёй» счёт на 20-й минуте открыл нападающий «Десны» Будковский, а в начале второго тайма Хомченовский восстановил равновесие. Тем временем «Динамо» проигрывало (и в итоге проиграло) «Колосу», однако «Заря» не рисковала и сконцентрировалась на обороне и удержании счёта, поскольку в случае поражения оказалась бы на 4-м месте и оставалась без прямой путёвки в групповой турнир Лиги Европы. Под конец матча Александр Рябоконь бросил все силы на достижение победного результата, применив схему «дубль-вэ» с пятью нападающими, однако до финального свистка счёт не изменился. «Десна» заняла 4-е место в Премьер-лиге, набрав на 3 очка меньше финишировавшего вторым «Динамо», что стало лучшим результатом в истории клуба и предоставило ему право на участие в 3-м квалификационном раунде Лиги Европы. Александр Филиппов с 16 голами занял второе место в списке лучших бомбардиров лиги, а Егор Картушов с 8 голевыми передачами стал вторым среди лучших ассистентов. Сайт Sportarena.com по итогам сезона включил в символическую сборную 33 лучших игроков сезона в УПЛ пятерых футболистов «Десны» — под № 1 вратаря Евгения Паста, защитников Дениса Фаворова и Андрея Гитченко, нападающего Александра Филиппова, под № 3 — защитника Максима Имерекова.
Перед началом сезона 2020/21 стало известно, что капитан «Десны» Денис Фаворов в статусе свободного агента подписал двухлетний контракт с «Зарёй». По словам игрока, он намеревался продолжить карьеру в Чернигове, но руководство клуба отказалось продлевать с ним контракт: «меня просто выставили и показали на дверь, культурно». 22 сентября 2020 года, уже после старта чемпионата, Александр Филиппов за рекордные в истории «Десны» 1 млн 80 тыс. евро перешёл в бельгийский «Сент-Трюйден». По данным СМИ, интерес к одному из лучших бомбардиров чемпионата Украины также проявляли киевское «Динамо», португальский «Риу Аве», испанский «Леганес», турецкий «Сивасспор» и клубы из Италии. Вместе с тем для усиления атаки у «Шахтёра» был арендован талантливый 19-летний вингер Михаил Мудрик, известный своим неординарным дриблингом и яркими финтами.
Чемпионат «Десна» начала с волевой победы над «Зарёй» — на гол в конце первого тайма от экс-черниговца Фаворова «северяне» во второй половине игры ответили трижды. В следующем матче последовала нулевая ничья с «Динамо». 24 сентября 2020 года в рамках 3-го квалификационного раунда Лиги Европы состоялся дебютный матч «Десны» в еврокубках. Соперником стал «Вольфсбург» — 7-я команда немецкой Бундеслиги. Вследствие новых правил, обусловленных карантинными мерами, противостояние состояло лишь из одного поединка, который проходил при пустых трибунах стадиона «АОК», запасной арены немецкого клуба. На 15-й минуте после розыгрыша углового счёт открыл капитан хозяев Жозуа Гилавоги. После перерыва «северяне» на некоторое время завладели преимуществом, имея возможности для взятия ворот, однако на 59-й минуте оказались в меньшинстве вследствие удаления Тамма, который получил две жёлтые карточки в течение 3 минут. Уже в добавленное время нападающий «Вольфсбурга» Даниэль Гинчек забил второй мяч, завершив быструю атаку своей команды. 4 октября «Десна» встретилась в Чернигове с «Шахтёром». Счёт на 4-й минуте открыл полузащитник «горняков» Коваленко, однако вскоре «северяне» не только сравняли счёт, но и вышли вперёд — сперва Гуцуляк, обыграв двух соперников, ассистировал Мостовому, а затем тот же Гуцуляк обвёл уже четверых игроков «Шахтёра» и отдал голевую передачу на Тотовицкого. Свести игру к ничьей «горнякам» удалось лишь под занавес поединка благодаря голу Дентиньо. В тот же день 21-летний защитник Ефим Конопля стал первым футболистом «Десны», получившим вызов в сборную Украины. До конца года Ефим сыграл за национальную команду 3 матча — товарищеские встречи с Францией и Польшей, и поединок Лиги наций против Германии. К зимнему перерыву «Десна» находилась на 3-м месте, опережая «Зарю» на 3 очка. Денис Фаворов, защищавший цвета «Десны» в сезоне 2019/20, был признан лучшим футболистом Украины 2020 года по версии сайта газеты «Украинский футбол», вратарь черниговской команды Евгений Паст — лучшим вратарём Украины 2020 года по версии газеты «Молодёжь Украины».
Во второй части сезона в составе «Десны» блистал Андрей Тотовицкий. Демонстрируя зрелищную игру и высококачественный дриблинг, за 5 туров до завершения чемпионата он с 9 голами и 5 результативными передачами возглавлял список лучших игроков Премьер-лиги по системе «гол + пас». Однако, забивая в ворота «Александрии» один из своих шедевральных голов — ударом пяткой, Андрей травмировался и до конца чемпионата на поле не выходил. Насколько игра черниговской команды зависела от своей главной звезды, показали игры, которые прошли без участия Тотовицкого. В концовке сезона шансы на попадание «Десны» в еврокубки оценивались, как крайне высокие — из 5 оставшихся матчей 3 предстояло сыграть с командами из числа худших в лиге. Тем не менее, в итоге команда проиграла каждому из аутсайдеров, взяв в последних 5 турах всего 2 очка, в результате чего оказалась на 6-м месте и осталась без еврокубков, чем полностью провалила сезон.

#### Упадок, массовый исход игроков (с 2021)
Подготовку к сезону 2021/22 команда встретила в неопределённости. В СМИ поступала информация о финансовых проблемах клуба и значительной задолженности перед игроками. Из команды ушли все защитники, основной вратарь Евгений Паст и капитан Владислав Огиря, а ведущий вингер Алексей Гуцуляк уже после старта сезона был продан в «Днепр-1» (по данным СМИ, сумма трансфера составила от 700 до 800 тыс. евро, на половину из которых претендуют расформированные львовские «Карпаты», сохранившие 50 % прав на футболиста). Вместе с тем «Десне» удалось не только по большей части сохранить своё главное оружие — группу атаки, но и усилить её, арендовав 20-летнего Викентия Волошина у «Динамо» и бывшего игрока сборной Украины Сергея Болбата — у «Шахтёра». К тому же, осенью состав «Десны» в статусе свободного агента усилил центральный полузащитник Владлен Юрченко — лидер «Зари» предыдущих сезонов, имеющий опыт выступлений в немецкой Бундеслиге и Лиге чемпионов за «Байер». Несмотря на огромные кадровые потери, команда неожиданно стартовала с 4 побед подряд и перед 5-м туром находилась на 1-м месте. Полузащитник «Десны» Владислав Калитвинцев, который в первых 4 играх сезона отличился 2 голами и 4 ассистами, в сентябре был включён Александром Петраковым в резервный список сборной Украины. Впоследствии результаты команды значительно ухудшились и первую часть сезона она завершила на 7-м месте. Зимой клуб продолжил терять важных игроков — Тотовицкий, Калитвинцев, Картушов, Юрченко, Будковский, Болбат. Одновременно с этим «Десна» получила запрет на трансферы новых футболистов из-за долгов по зарплате перед румынским защитником Константином Димой, который за время пребывания в команде отыграл за неё в общей сложности 1 минуту.

## История формы
Традиционные цвета «Десны» — белый и синий. В сезоне 1961 года для основного комплекта формы использовались бело-голубые цвета, для резервного — зелёно-синие. В товарищеском матче со стокгольмским «Хаммарбю» 22 октября 1961 года футболисты «Десны» вышли на поле в футболках красного цвета, что символизировало принадлежность команды к СССР, и синих шортах. С 1962 года использовалась форма с вертикальными бело-синими полосками>.
Во время выступлений в Первой и Второй лигах чемпионата Украины «Десна» играла в комплектах формы разнообразной расцветки, что отчасти было связано с периодически возникающими финансовыми проблемами клуба. Во время пребывания на должности президента Алексея Савченко команда играла в фиолетовых цветах спонсора клуба «Партнёр-Банка», что вызывало недовольство среди болельщиков. В 2011 году команда вернулась к историческим бело-синим цветам.

### Домашние формы
| 1961 | С 1962 | 2008 | 2009 | 2009 |

| 2009—2010 | 2010 | 2011—2012 | 2012 | 2012—2013 |

| 2013—2015 | 2015—2016 | 2017—2018 | 2018—2020 | 2020—н. в. |